# كيل سويتش إنجاج
كيل سويتش إنجاج هي فرقة ميتالكور أمريكية نشأت في ويستفيلد، ماساتشوستس، عام 1999. تضم التشكيلة الحالية للفرقة المغني جيسي ليتش، وعازفي الغيتار جويل ستروتزل وآدم دوتكيفيتش، وعازف الباس مايك دانتونيو، وعازف الدرامز جاستن فولي. تولى هوارد جونز منصب المغني الرئيسي من عام 2002 حتى 2012.  
أسس ليتش الفرقة كمغني رئيسي، لكنه غادر بعد إصدار ألبومين، ليحل محله جونز. حققت الفرقة شهرتها الكبيرة بعد إصدار ألبوم The End of Heartache عام 2004، والذي احتل المرتبة 21 في قائمة Billboard 200، كما حصل على شهادة رابطة صناعة التسجيلات الأمريكية بعد تجاوز مبيعاته 500,000 نسخة في الولايات المتحدة. حظيت الأغنية الرئيسية للألبوم بترشيح لجائزة غرامي عام 2005 لأفضل أداء ميتال. واصل نجاح الفرقة مع ألبومها الرابع As Daylight Dies، الذي حصل على شهادة البلاتين في الولايات المتحدة، واشتهر بأغنيته المنفردة My Curse، التي تجاوزت مبيعاتها مليون نسخة.  
في عام 2012، غادر جونز الفرقة ليعود ليتش إلى موقعه كمغني رئيسي. كان ألبوم Disarm the Descent (2013) أول ألبوم تصدره الفرقة بعد عودته، وتمكن من دخول قائمة التوب 10 في الولايات المتحدة، كما تميز بأغنيته المنفردة In Due Time، التي رُشحت لجائزة غرامي. تستعد الفرقة لإطلاق ألبومها التاسع This Consequence في 21 فبراير 2025.  
باعت كيل سويتش إنجاج أكثر من أربعة ملايين نسخة في الولايات المتحدة، وتُعد من الفرق البارزة في حركة الموجة الجديدة من الهيفي ميتال الأمريكي، كما أنها من الأسماء الرائدة في تطوير نوع الميتالكور.

## الروابط الخارجية
- كيل سويتش إنجاج على موقع IMDb (الإنجليزية)
- كيل سويتش إنجاج على موقع ميوزك برينز (الإنجليزية)
- كيل سويتش إنجاج على موقع أول ميوزيك (الإنجليزية)
- كيل سويتش إنجاج على موقع ديسكوغز (الإنجليزية)
- الموقع الرسمي